# Gladiolus murielae

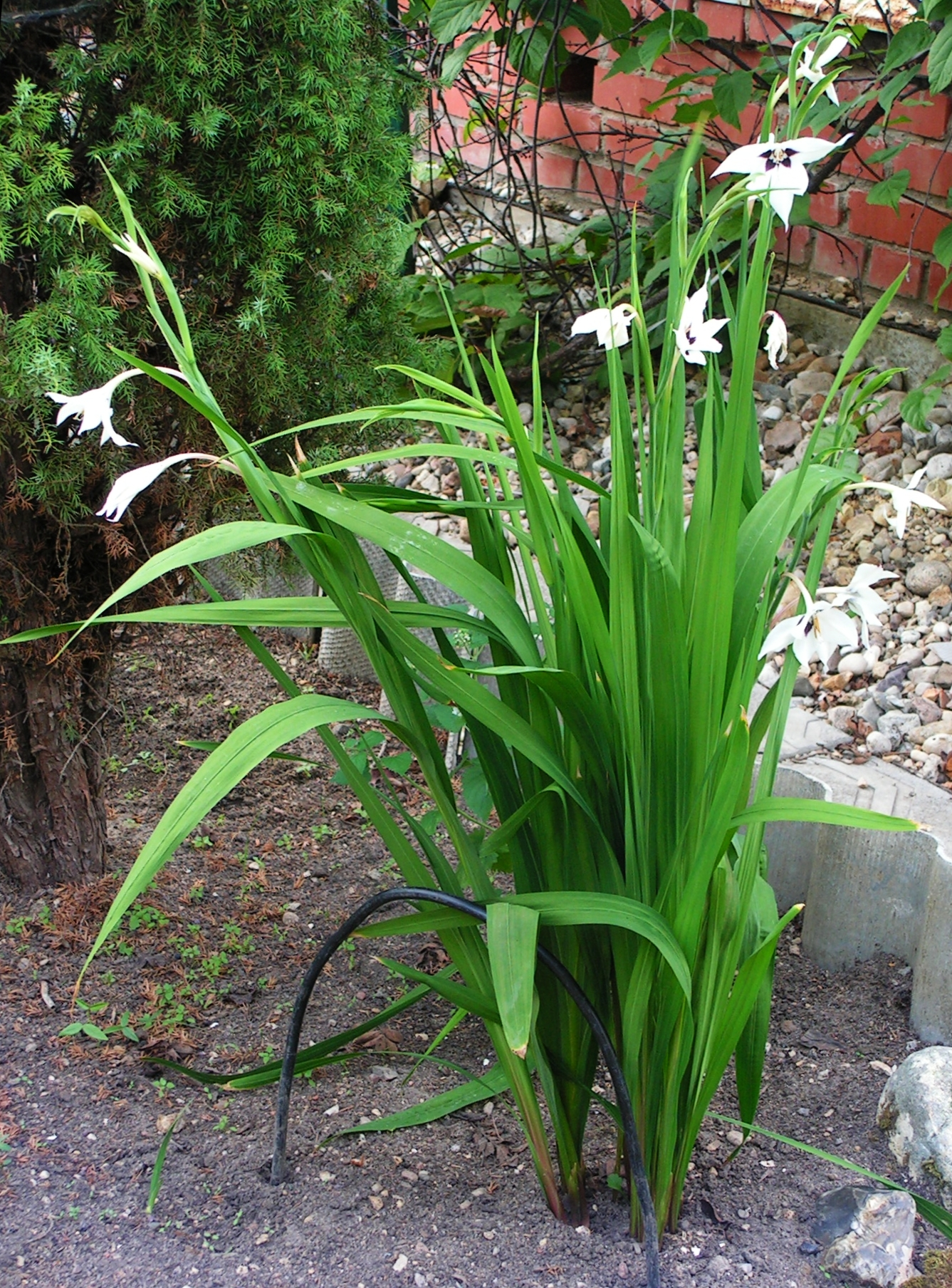
Vista de la planta

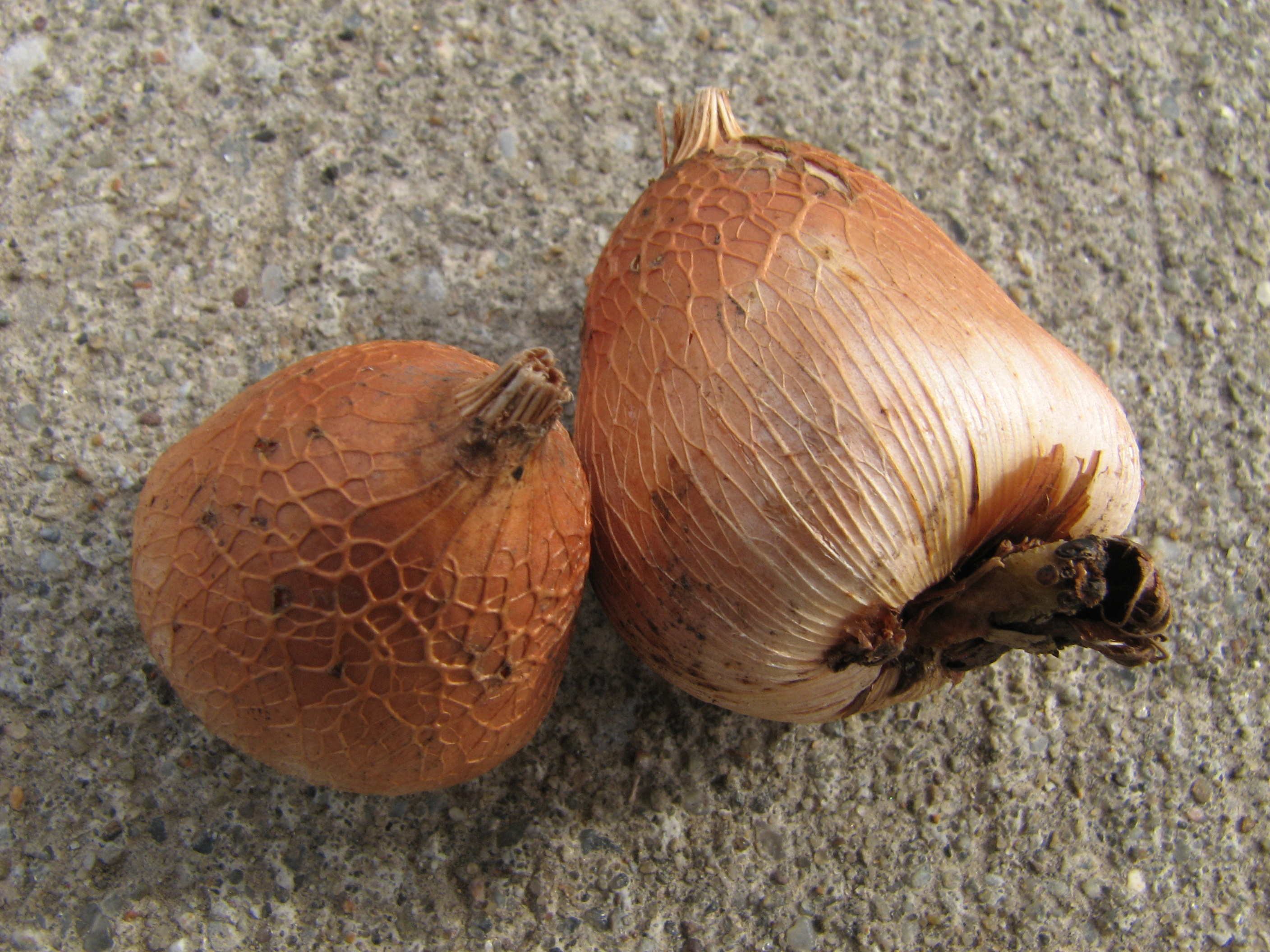
Bulbs

Gladiolus murielae és una espècie de planta de la família de les iridàcies i del gènere Gladiolus, que es troba a l'est d'Àfrica, des d'Etiòpia a Malawi. Té els pètals en forma d'estrella, i en total, són 6 o més. Anteriorment pertanyia al gènere Acidanthera.
És una planta que creix des d'un corm perenne que aconsegueix una mida de 70 a 100 cm d'alçada, amb fulles lineals. Produeix a finals d'estiu nombroses flors blanques fragants amb una taca marró (a vegades de color taronja) a la coll, en uns tiges primes. Àmpliament cultivada, és una planta comuna als jardins d'Europa occidental, on s'aixequen els corms tots els anys i s'emmagatzemen en condicions lliures de gelades.
Aquesta planta ha guanyat l'Award of Garden Merit de la Royal Horticultural Society. S'ha de cultivar a 10-16 cm de profunditat sobre un llit de sorra afilada en sòls fèrtils i ben drenats.

## Taxonomia
L'espècie va ser descrita per primera vegada com a Acidanthera bicolor per Christian Hochstetter el 1844. El 1973, Wessel Marais va incloure el gènere Acidanthera a Gladiolus. Com el nom Gladiolus bicolor ja havia estat publicat per John Gilbert Baker el 1877 per a una altra mena de Gladiolus, Marais va haver d'utilitzar un altre nom, escollint Gladiolus callianthus per a l'espècie. Marais desconeixia que James Kelway ja havia publicat el nom Gladiolus murielae el 1932, així que el nom "G. callianthus" era superflu.
Gladiolus murielae va ser descrita per James Kelway i publicada a The Gardeners' Chronicle. ser. 3 92: 107, l'any 1932.

### Etimologia
- Gladiolus: nom genèric que s'atribueix a Plini el Vell i fa referència, d'una banda, a la forma de les fulles d'aquestes plantes, similars a l'espasa romana denominada "gladius". D'altra banda, també es refereix al fet que en l'època dels romans la flor del gladiol es lliurava als gladiadors que triomfaven en la batalla; per això, la flor és el símbol de la victòria.[8][9]
- murielae: Epítet atorgat en honor de Muriel Erskine, ja que el seu marit havia recollit a Etiòpia l'espècimen sobre el qual Kelway va basar el nom.[2]

### Sinonímia
- Acidanthera bicolor Hochst.
- Acidanthera murielae (Kelway) Hoog
- Gladiolus callianthus Marais
- Ixia quartiniana A.Rich.
- Sphaerospora gigantea Klatt[10]